# Neha Kapur
Neha Kapur (Újdelhi, 1984. március 31. –) indiai modell, színésznő és egykori szépségkirálynő. 2006-ban megnyerte a Femina Miss Indiát, és abban az évben képviselte Indiát a Miss Universe versenyén.

## Korai évek
Kapur was Újdelhiben született egy pandzsábi hindu családba. Klasszikus táncot tanult, mikor még nagyon fiatal volt. Négy évig tanult  bharatanatyamot és nyolc évig kathakot. Kapur a Pearl Academyn végzett divattervező szakon.

## Karrierje
A Femina Miss India Universe 2006-os koronája mellett Kapur szintén megnyerte a Femina Miss Fresh Face és a Femina Miss Photogenic díjakat a szépségkirálynő-választáson.
Kapur képviselte Indiát a Miss Universe 2006 Los Angelesben július 23-án tartott döntőjén. A középdöntőig jutott, a legjobb 20 versenyző közé.

## Magánélete
2011. decemberben  Kapur hozzáment a színész Kunal Nayyarhoz, akinek a leghíresebb szerepe az Agymenőkben alakított Rajesh Koothrappali volt.

## Fordítás
Ez a szócikk részben vagy egészben  a   Neha Kapur című angol Wikipédia-szócikk ezen változatának fordításán alapul.  Az eredeti cikk szerkesztőit annak laptörténete sorolja fel. Ez a jelzés csupán a megfogalmazás eredetét és a szerzői jogokat jelzi, nem szolgál a cikkben szereplő információk forrásmegjelöléseként.